# Сухоріч'є (Томський район)
Сухорі́ч'є (рос. Сухоречье) — село (в минулому присілок) у складі Томського району Томської області, Росія. Входить до складу Воронинського сільського поселення.

## Населення
Населення — 231 особа (2010; 349 у 2002).
Національний склад (станом на 2002 рік):
- росіяни — 92 %